# 袁泌
袁泌（510年—567年），字文洋，陳郡陽夏县（今河南省太康县）人，中国南北朝南朝梁、南朝陳軍人、政治人物，袁昂之子。袁敬胞弟。
初任南梁員外散騎侍郎，历任諸王府佐。548年（太清二年），侯景之乱爆发，是时袁泌兄袁君正为吴郡太守，袁泌为皇太子蕭綱属下東宮領直，召募吴中兵士。侯景包围建康，袁泌率所募兵卒救援台城。549年（太清三年），建康陷落，撤退到東陽。受侯景之兵的追击，出会稽東嶺湓城，附鄱阳嗣王萧范。蕭範死後，袁泌投降侯景。
侯景之乱平定，袁泌被王僧辩推举为富春郡太守，兼丹陽尹。555年（承聖四年），貞陽侯蕭淵明称帝，袁泌为侍中，出使北齐。557年（永定元年），王琳占据郢州抵抗南陈陳霸先。袁泌从北齐迎奉梁永嘉王萧庄到王琳大营。萧庄称帝，袁泌为侍中、丞相長史。561年（天嘉二年）袁泌和王琳到達柵口，王琳大軍敗于陳軍。袁泌将萧庄托付给劉仲威到北齐，自己降陳。
袁泌任寧遠始興王府法曹参軍，转任諮議参軍。受通直散騎常侍、兼侍中、豫州大中正。出使北周，回国后受位散騎常侍，任御史中丞。566年（天康元年）陈伯宗即位，袁泌任雲旗将軍、司徒左長史。567年（光大元年）去世。享年五十八岁。遺言请求不受贈諡，南陳朝廷不听，追贈金紫光禄大夫，諡質。

## 子女
- 袁芳华，一作袁蔓华

## 延伸阅读
[在维基数据编辑]
 《陳書/卷18》，出自姚思廉《陳書》